# Drimycarpus anacardifolius
Drimycarpus anacardifolius là một loài thực vật có hoa trong họ Đào lộn hột. Loài này được C.Y.Wu & T.L.Ming mô tả khoa học đầu tiên năm 1979.